# Muriel Box
Muriel Box (* 22. September 1905 in Tolworth als Violette Muriel Baker; † 19. Mai 1991 in London) war eine britische Drehbuchautorin und Regisseurin.

## Leben und Karriere
Muriel Box begann 1927 mit ihrer Arbeit im Filmgeschäft. Zunächst war sie als Script Girl bei British International Pictures für Anthony Asquith tätig und begann ab 1935 zusammen mit ihrem Ehemann, Sydney Box, Drehbücher zu verfassen. Zunächst schrieben sie etliche kurze Stücke für Theatergruppen. Der Durchbruch gelang ihnen mit dem Drehbuch zu Compton Bennetts Der letzte Schleier, für das sie den Oscar für das beste Originaldrehbuch erhielten. Box war zudem die erste Frau, die den Oscar in dieser Kategorie gewinnen konnte.
Daraufhin wurde Sydney von The Rank Organisation eingeladen, Gainsborough Pictures zu übernehmen, wo Muriel die Drehbuchabteilung leitete. „Der Schwerpunkt lag auf der Volumenproduktion, doch viele der Drehbücher der Boxes – wie Die Jahre dazwischen (Regie: Compton Bennett, 1946) oder Tanz in den Abgrund (Regie: David Macdonald, 1948) –  betonen die Probleme, mit denen Frauen in ihrem Kampf um Anerkennung oder Unabhängigkeit konfrontiert waren.“ Muriel assistierte gelegentlich als Dialogregisseurin oder drehte Szenen nach. Bei The Lost People (1949), einer Adaption von Bridget Bolands Bühnenstück über die Notlage europäischer Flüchtlinge, wurde ihr offiziell die Co-Regie neben Bernard Knowles zuerkannt. Im Programmheft zur Filmreihe Pionierinnen des Film Noir im Jahr 2019 steht dazu: „Das Regiedebüt der seinerzeit berühmten Drehbuchautorin Muriel Box, die etwa die Hälfte des Films inszenierte, lebt von seiner kammerspielhaften Enge und seinen lebendigen Charakteren.“
Ab 1949 verfasste sie öfter eigene Drehbücher und trat auch als Regisseurin von Komödien und Kriminalfilmen in Erscheinung. Insgesamt verfasste sie 25 Drehbücher und führte 16-mal Regie.
1964 inszenierte sie mit Verführen will gelernt sein... ihren letzten Film. „Ästhetisch eher den 1950er Jahren treu, macht die Regisseurin durch das Sujet den entscheidenden Move in die 1960er. Mit der Thematisierung von Missbrauch in der Familie und weiblichen Abhängigkeiten schlägt Rattle of a Simple Man deutlich ernsthaftere Töne als die früheren Komödien von Muriel Box an.“ Der Film war ein Misserfolg und besiegelte die Karriere von Muriel Box.
Das Festival Internacional de Cine de San Sebastián und das Lumière Grand Lyon Film Festival widmeten Muriel Box im Jahr 2018 eine Retrospektive.
Sonja Hartl schrieb dazu: „Keine Britin hat bei mehr Filmen Regie geführt als Muriel Box. Sie war die erste Frau, die einen Oscar für das beste Originaldrehbuch erhalten hat. Und dennoch ist sie weitgehend unbekannt.“ An ihrem Beispiel macht Hartl eine Gemeinsamkeit vieler Regisseurinnen aus: „Aber noch etwas anderes zeigt die Geschichte von Muriel Box, die ebenso unbekannt ist wie die ihrer Schwägerin Betty Box. Es sind immer wieder dieselben Namen, die 'wiederentdeckt' werden. In der zweiten Welle des Feminismus in den 1970er Jahren waren es die Werke u. a. von Lois Weber, Alice Guy, Ida Lupino oder Dorothy Arzner. In den 1990er Jahren begannen die Frauen der klassischen Phase des British Cinema ihren Anteil einzufordern: Jill Craigie, Kay Mander, Wendy Toye und Muriel Box. Doch hatten diese Versuche nur wenig Bestand.“ Das Retrospektiven-Publikum finde Muriel Box nicht nur wegen ihres Außenseiter-Status interessant, so Phil Hoad in The Guardian, „sondern auch wegen ihrer unerschrockenen Suche nach neuen Ausdrucksweisen für die Lebensweise von Frauen.“

## Filmografie (Auswahl)

### Regie
- 1949: The Lost People
- 1953: An der Straßenecke (Street Corner)
- 1954: Ins Paradies verdammt (The Beachcomber)
- 1954: Das Millionenbaby (To Dorothy a Son)
- 1955: Simon und Laura (Simon and Laura)
- 1956: Kronzeuge gesucht (Eyewitness)
- 1957: Der Mann aus der Fremde (The Passionate Stranger)
- 1959: U-Bahn in den Himmel (Subway in the Sky)
- 1962: The Piper’s Tune
- 1964: Verführen will gelernt sein... (Rattle of a Simple Man)

### Drehbuch
- 1945: Der letzte Schleier (The Seventh Veil)
- 1946: Die Jahre dazwischen (The Years Between)
- 1947: Piratenliebe (The Man Within)
- 1947: Die Brüder (The Brothers)
- 1947: Der perfekte Mörder (Dear Murderer)
- 1947: Viel Vergnügen (Holiday Camp)
- 1947: Kampf um Jimmy (When the Bough Breaks)
- 1948: Toto-Glück (Easy Money)
- 1948: Tanz in den Abgrund (Good-Time Girl)
- 1949: Columbus (Christopher Columbus)
- 1953: An der Straßenecke (Street Corner)
- 1957: Der Mann aus der Fremde (The Passionate Stranger)